# Novgorodska četrta kronika
Novgorodska četrta kronika (rusko Новгородская четвёртая летопись, Novgorodskaya chetvortaya letopis' (HIVL, N4L)) je ruska kronika iz 15. stoletja. Takšno ime je dobila po vrstnem redu, v katerem so bile objavljene prve izdaje novgorodskih kronik, in ne po časovnem zaporedju, v katerem so bile kronike napisane. Kronološko je druga od ohranjenih kronik. Napisana je bila pred mlajšo različico Novgorodske prve kronike,  vendar kaže poznejšo stopnjo v razvoju pisanja kronik.
Za Novgorodsko četrto kroniko in Sofijsko prvo kroniko se domneva, da izhajata iz skupnega vira. Ruski filolog Aleksej Šahmatov ju je pogojno poimenoval Novgorodsko-Sofijski svod (Novgorodsko-Sofijski korpus) in ga sprva datiral z leto 1448, kasneje pa je svoje mnenje spremenil v 1430. leta. Nekateri ruski filologi se z njim strinjajo, drugi pa skupni vir pripisujejo Fotijevemu korpusu moskovskega metropolita iz leta 1418.